# Teatre Nacional de Moràvia-Silèsia
El Teatre Nacional de Moravia-Silèsia (en txec: Národní divadlo moravskoslezské; NDM) és una companyia de teatre professional amb seu a Ostrava a la República Txeca. És un dels deu teatres d'òpera del país i la companyia de teatre més gran de la regió de Moràvia i Silèsia. La NDM té dos teatres permanents, el teatre Antonín Dvořák i el teatre Jiří Myron. La companyia es va registrar el 1918, i el teatre es va obrir al públic per primera vegada el 19 d'agost de 1919.

## Sortida artística
El teatre està format per quatre companyies artístiques: drama, òpera, opereta/musical i ballet. Cada any, el teatre escenifica entre 16 i 19 obres i sobre unes 500 representacions. La directora actual del teatre és Jiří Nekvasil, i els directors artístics de les quatre companyies són Jakub Klecker (òpera), Vojtěch Štěpánek (drama), Lenka Dřímalová (ballet) i Gabriela Petráková (opereta/musical).

## Noms
- 1919: Teatre Nacional de Moràvia-Silèsia (txec: Národní divadlo moravsko-slezské; NDMS)
- 1941: Teatre Txec de Moràvia-Silèsia (txec: České divadlo moravskoostravské; ČDMO)
- 1945: Teatre Provincial d'Ostrava (Czech: Zemské divadlo v Ostravě; ZDO)
- 1948: Teatre de l'Estat d'Ostrava (txec: Státní divadlo v Ostravě; SDO)
- 1995: Teatre Nacional de Moràvia-Silèsia (txec: Národní divadlo moravskoslezské; NDM)

## Llista de directors

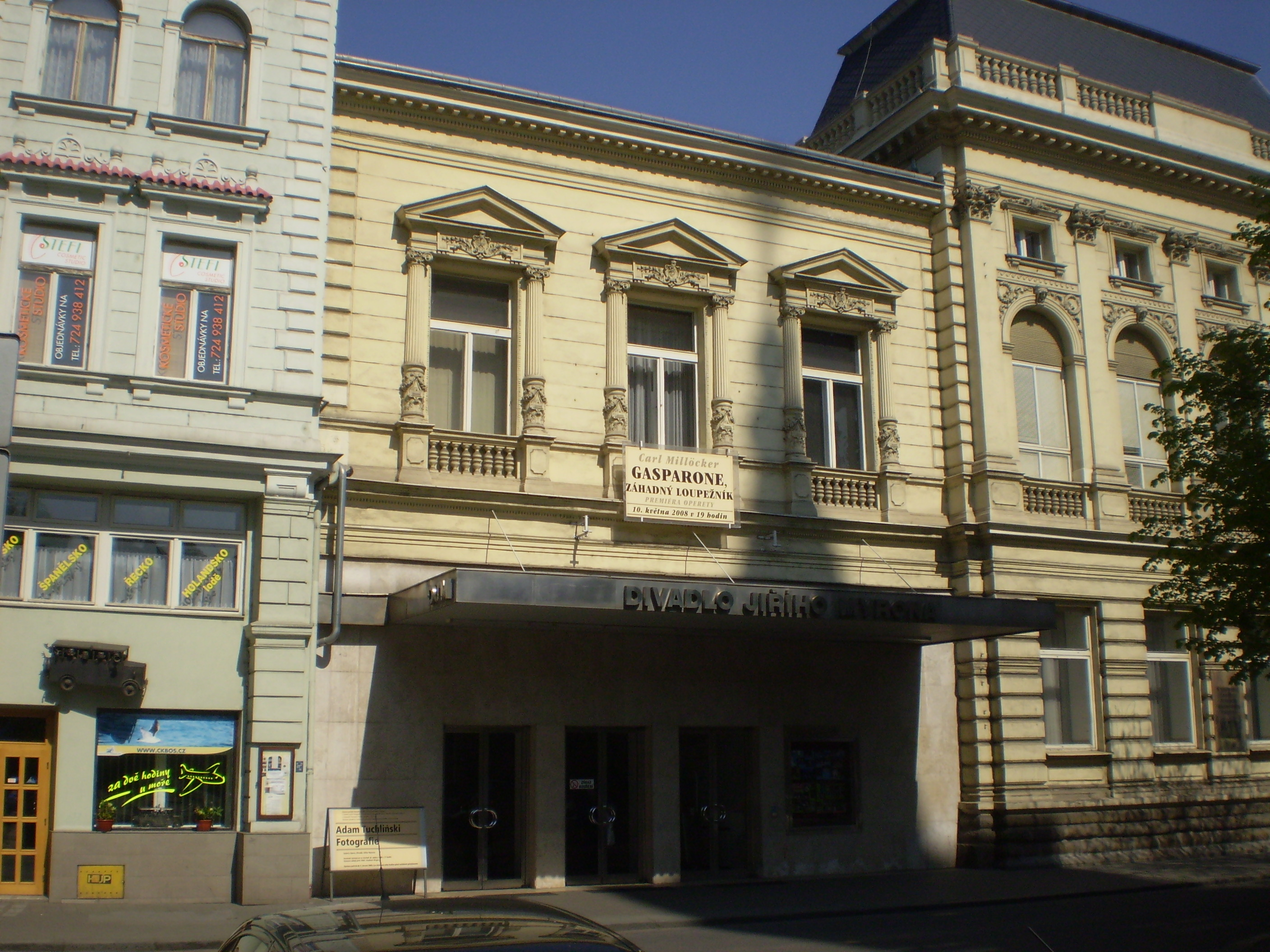
Teatre Jiří Myron

- Václav Jiřikovský (1919-1923)
- František Uhlíř (1923-1926)
- Miloš Nový (1926–1930)
- Ladislav Knotek (1930–1939)
- Karel Jičínský (1939–1939)
- Jan Škoda (1940–1942)
- Jiří Myron (1942–1946)
- Stanislav Langer (1946–1948)
- Antonín Kurš (1948–1952)
- Drahoš Želenský (1952–1953)
- Miloslav Holub (1954–1956)
- Vladislav Hamšík (1956–1971)
- Zdeněk Starý (1971–1988)
- Dalibor Malina (1989–1991)
- Ilja Racek (1991–1998)
- Luděk Golat (1998–2009)
- Jiří Nekvasil (des del 2010)